# Eleonora Anglická (1215–1275)
Eleonora Anglická (anglicky Eleanor Plantagenet, francouzsky Aliénor Plantagenêt nebo Aliénor de Leicester, 1215, Gloucester – 13. dubna 1275, Montargis) byla hraběnkou z Pembroke a z Leicesteru z dynastie Plantagenetů.

## Život

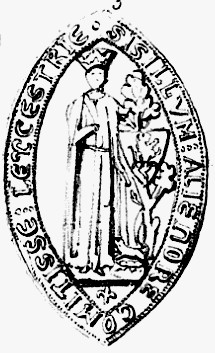
Pečeť hraběnky Eleonory

Eleonora se narodila z manželství anglického krále Jana a jeho druhé ženy Isabely z Angoulême. Roku 1224 se stala dětskou nevěstou o mnoho let staršího Viléma Marshalla, hraběte z Pembroke. Postarší choť zemřel již roku 1231. Bezdětná Eleonora po manželově skonu složila před canteburským arcibibiskupem Edmundem Richem slib cudnosti.
7. ledna 1238 se znovu provdala za Šimona z Montfortu, pocházejícího z Francie, který v Anglii zdědil hrabství Leicester jako 6. hrabě z Leicesteru. K tajnému sňatku přivolil král Jindřich III., nevěstin bratr, v obavě před skandálem, který by mohl vzniknout prozrazením vzájemné náklonnosti obou provinilců. Anglická šlechta byla pohoršena sňatkem princezny s cizincem a  Richard Cornwallský požadoval od Šimona z Montfortu náhradu 6 tisíc marek, aby se „smířil“ s touto skutečností. Po sňatku musel Šimon dodatečně požádat o papežský dispenz.
Zpočátku vcelku dobré vztahy krále a hraběte z Leicesteru se zkalily poté, co Šimon působil ve funkci králova správce v Gaskoňsku na jihozápadě dnešní Francie. Musel se za své skutky zpovídat před královskou vyšetřovací komisí, ta však hraběte Šimona obvinění z přílišné tvrdosti a útlaku zprostila. Od roku 1254 se Šimon začal objevovat mezi šlechtici nesouhlasícími s královou vládou a jeho utrácením, až během let zcela přešel do opozice. Spor vygradoval v občanskou válku. Po bitvě u Eveshamu, v níž Šimon společně se synem Jindřichem zahynul a druhý syn Vít se dostal do zajetí, odešla ovdovělá Eleonora do francouzského exilu a uchýlila se do dominikánského kláštera Montargis, kde se stala jeptiškou. Zemřela roku 1275.